# Ewald von Kleist
För andra betydelser, se Ewald von Kleist (olika betydelser).
Paul Ludwig Ewald von Kleist, född 8 augusti 1881 i Braunfels, död 13 eller 16 november 1954 i Vladimir, var en tysk militär; generalfältmarskalk (1943).

## Biografi
Ewald von Kleist blev officer vid kavalleriet 1900, gjorde stabs- och trupptjänst under första världskriget och befordrades 1932 till generalmajor och 1936 till general. Kleist tjänstgjorde som generalstabsofficer i första världskriget. Efter kriget var han militärområdesbefälhavare i Schlesien vid tiden för det nationalsocialistiska maktövertagandet. Han visade prov på kritisk hållning gentemot nazismen. Efter krisen i samband med arméchefen Werner von Fritschs avsättning 1938 avskedades Kleist. Han återinsattes i tjänst och förde befäl över en armékår under fälttåget mot Polen hösten 1939. I maj 1940 var han befälhavare över de pansarförband som gick över floden Meuse vid Sedan med sådan effektivitet och hastighet att det blev ett skolexempel på hur mekaniserade förband skulle hanteras. Dock hade han konflikter med sin underordnade Heinz Guderian om hur pansarvapnet skulle användas, där Kleist oftast framstod som den försiktige. År 1941 deltog Kleists pansargrupp i Balkanfälttåget och intog Belgrad. Inför Operation Barbarossa var Kleist chef för I. pansargruppen, vilken ingick i armégrupp Süd under framryckningen i Ukraina. Hans framryckning hejdades emellertid då han mötte kraftigt motstånd från ryska pansarförband. För att åter kunna påbörja sin framryckning var Kleist tvungen att få hjälp av Guderians pansargrupp, 2. Panzerarmee, vilken omfördelades från armégrupp Mitte för just det ändamålet. Den största framgången uppnådde Kleist i slaget vid Kiev, där man lyckades ta tillfånga 665 000 fiendesoldater. Den 25 oktober 1941 gjorde Hitler om I. pansargruppen till 1. Panzerarmee. År 1942 fick Kleist order om att ta oljefälten i Baku, för att därefter fortsätta på djupet in i Kaukasus.
Efter att ha framryckt en bra bit in i Kaukasus fick Kleist problem med att få fram förnödenheter. Bensinen till hans stridsvagnar tog slut, och hans armé tvingades retirera mer eller mindre till fots för att inte bli inringade av de ryska förband som hotade att skära av reträttvägarna. Den 21 november 1942 utsågs Kleist till chef för Armégrupp A, som omedelbart hotades av inringning efter den sovjetiska segern i vid Stalingrad. Kleist lyckades ta armégruppen ur fällan och befordrades till fältmarskalk den 1 februari 1943. Mellan 1943 och 1944 ledde han sina styrkor under det långa tillbakadragandet ur Ukraina. För att bättre kunna försvara sig mot de sovjetiska styrkorna krävde Kleist att få dra sig tillbaka till floden Bug. Men Hitler vägrade att gå med på detta och den 30 mars 1944 avsatte han Kleist, som inte fick någon ny tjänst under resten av kriget. År 1946 dömdes han av en jugoslavisk domstol till 15 års fängelse, men utlämnades 1948 till Sovjetunionen där han anklagades för "likgiltighet gentemot det ryska folket". Han dömdes till livstids fängelse och i mitten av november 1954 avled han i sin fängelsecell i fängelset i Vladimir. Enligt en uppgift mördades von Kleist med stor sannolikhet av KGB.